# 航空航天工程
航空航天工程（英語： 或 ）是航空工程和航天工程的总称，涉及航空飞行器与航天飞行器有关的工程领域。它包含固体力学、流体力学（特别是空气动力学）、航天动力学、天体力学、热力学、导航、航空电子、自动控制、电机工程学、机械工程、通信工程、材料科学和制造等领域。

## 分支学科
- 航空工程（Aeronautical Engineering）：有关航空器（含固定翼飞机、直升机、自旋翼机、滑翔机、巡航导弹、气球、飞艇）等大气层内飞行器的设计、试验和生产的工程领域。
- 航天工程（Astronautical Engineering）：有关航天器（含宇宙飞船、空间探测器、人造卫星、空间站、运载火箭、着陆器）等大气层外飞行器的设计、试验和生产的工程领域。